# Ibon Sarasola

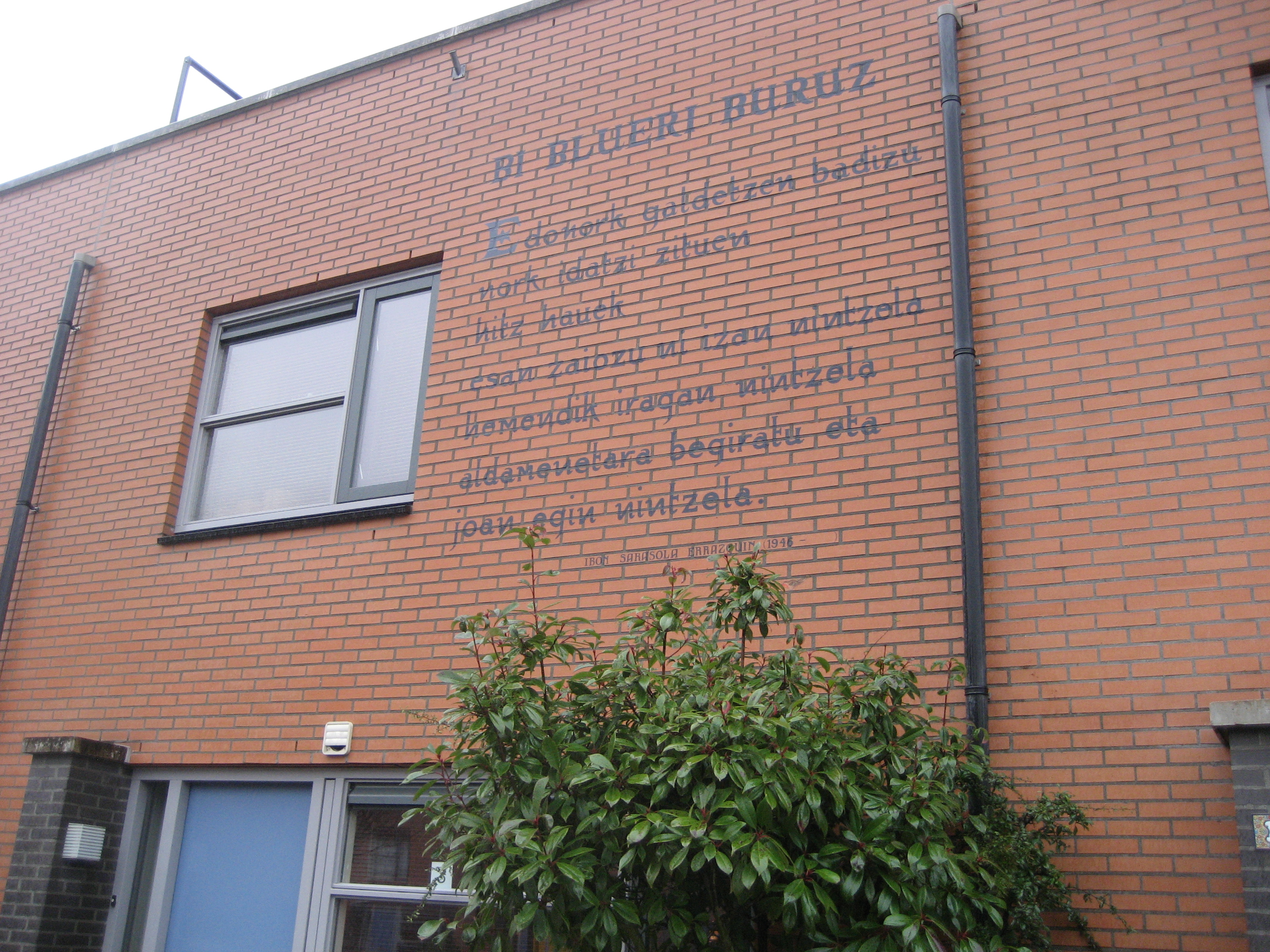
Bi blueri buruz (en Leyde)

Ibon Sarasola Errazkin, né le 11 juillet 1946 à Saint-Sébastien, est un linguiste, écrivain et académicien basque espagnol de langue basque. Il a actuellement la chaire de lexicographie à l'Université du Pays basque.

## Biographie
Diplômé en Ingénierie, Ibon Sarasola continue ses études de philologie avec comme enseignant Koldo Mitxelena. Il se consacre à la lexicographie : parmi ses ouvrages principaux, on doit citer Orotariko Euskal Hiztegia, Hiztegi Batua Euskal prosan et Egungo Euskararen Hiztegia, 2007. Ce Dictionnaire général basque littéraire est établi à partir d'un dépouillement systématique des textes basques publiés depuis les “Glosas Emilianenses” (Xe siècle) jusqu'en 1970. Grâce à l’informatique, toutes les données ont été réunies en un corpus géant. Il termine avec son équipe la publication des 16 tomes du Dictionnaire qui rassemble les mots de tous les dialectes et de toutes les époques. Les divers dictionnaires déjà existant étaient bi ou trilingues, sauf celui d'Ibon Sarasola. 
Pendant les années 1970, au moment où se produit le processus de modernisation de la littérature basque, il publie deux œuvres qui ont fait de lui un des écrivains de langue basque les plus lus en prose. Le premier livre, Poemagintza, publié en 1969, résulte d'une critique voilée sur la poésie sociale de Gabriel Aresti (1933-1975), puisque le texte oubliait l'expression collective de la voix sociale pour exprimer la conscience personnelle d'un individu. Il propose ainsi une méthode, ironique et parodique, pour écrire la poésie, comme l'entreprise « Agromán » qui construit des maisons. Un air iconoclaste se développe beaucoup dans les poèmes du livre, et Ibon Sarasola y cherche aussi une musicalité dans le texte.
En 1977, il publie un second livre, Jon eta Ane zigarro bat erretzen, une petite histoire imprimée de manière indépendante, où il utilise toutes les techniques narratives.

## Publications
Nouvelle
- Joan eta Ane zigarro bat erretzen, 1977, Ustela, 1987, Erein.

Essais
- Euskal literaturaren historia, 1971, Lur ;
- Euskal literatura numerotan, 1975, Kriselu ;
- Txillardegi eta Saizarbitoriaren nobelagintza (irakurlearentzat gidaria), 1975, Kriselu ;
- Euskal literaturaren gidaliburua, 1977, UEU ;
- Euskara batuaren ajeak, 1997, Alberdania.

Poésie
- Poemagintza, 1969, Lur.

Anthologie
- Gerraondoko euskal poesiaren antologia. 1945-1964, 1973, Lur.

Dictionnaires
- Orotariko Euskal Hiztegia, 2005 ;
- Zehazki. Gaztelania-euskara hiztegia, 2005, Alberdania ;
- Euskal hiztegia, 2007, Elkar ;
- Euskara Ikaslearen Hiztegia, Grupo Anaya Comercial, 1999-06-02, 854 pages ;
- Hiztegi handia: castellano-euskara, euskara-gaztelania, avec Jon Akordagoikoetxea Goikoetxea et Isabel Arrigain Azkona, 2002-10-01, 1056 pages.

Autres
- Mendelbaleko ekonomiaren historia: merkantilismotik 1914-era arte, avec Ramón Saizarbitoria, et Arantxa Urretavizcaya, 1970 ;
- Textos arcaicos vascos. Contribución al estudio y edición de textos arcaicos vascos, avec Koldo Mitxelena, Université du Pays basque, 198, 362 pages ;
- Materiales para un Thesaurus de la lengua vasca, Edicions Universitat de Barcelona, 1982, 36 pages ;
- Gaurko euskara idatziaren maiztasun-hiztegia: 1977ko corpus batean oinarritua, Gipuzkoako Aurrezki Kutxa Probintziala, 1982 ;